# Хонтјанске Њемце
Хонтјанске Њемце (слч. Hontianske Nemce) насељено је мјесто са административним статусом сеоске општине (слч. obec) у округу Крупина, у Банскобистричком крају, Словачка Република.

## Становништво
| Година:    | 1994. | 2004.   | 2014.   | 2024.   |
| ---------- | ----- | ------- | ------- | ------- |
| Број људи: | 1536  | 1498    | 1514    | 1374    |
| Разлика:   |       | -2,47 % | +1,06 % | -9,24 % |

| Година:    | 2023. | 2024.   |
| ---------- | ----- | ------- |
| Број људи: | 1378  | 1374    |
| Разлика:   |       | -0,29 % |

Према подацима о броју становника из 2024. године насеље је имало 1374 становника.